# 东城街道 (郏县)
东城街道，是中华人民共和国河南省平顶山市郏县下辖的一个乡镇级行政单位。

## 行政区划
东城街道下辖以下地区：
四里营社区、大屯社区、王家庄社区、寨子社区、八里营社区和鱼池社区。